# Mahue Suri

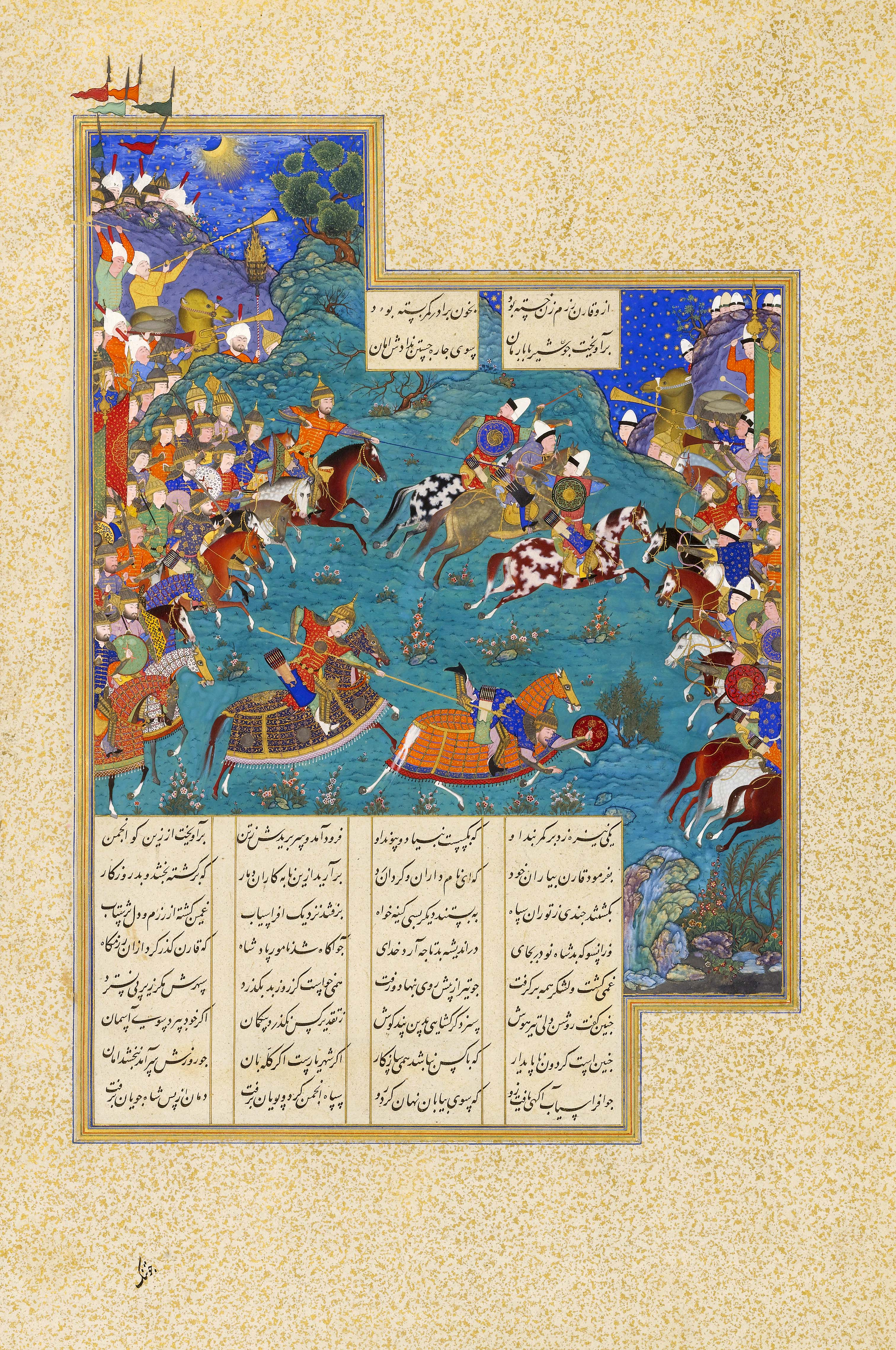
Folio ilustrado del Shahnama de Shah Tahmasp

Mahue Suri (conocido en persa antiguo como Māhōē Sūrī y en fuentes islámicas como Māhūy Sūrī o Māhūya Sūrī, muerto en 651 d. C.) era un aristócrata del imperio sasánida que fungió como marzbān, un grado equivalente a un general moderno emplazado en una región fronteriza y por lo tanto equivalente a un margrave; posición que ejerció en la región de Merv durante el reino del último rey sasánida Yazdgerd III (reino de 632 a 651 d. C.) antes de la conquista del imperio por parte de los musulmanes.
Mahue es considerado el responsable de la muerte de Yazdgerd, cuya muerte es tradicionalmente considerada como el fin del imperio sasánida.

## Vida
Mahue perteneció a la Casa de Sure, uno de los siete clanes partos (clanes reales de la región persa de Partia) durante la época sasánida.
Poco después del inicio de la conquista musulmana del imperio, los sasánidas sufrieron una serie de derrotas desastrosas en la batalla de al-Qādisiyyah, la caída de su capital imperial en Ctesifonte y una última derrota en Nihavand; habría muchas otras batallas pero estas serían las más decisivas.
Tras Nihavand, Yazdgerd se refugio en los alrededores de Merv en el hogar del Mahue, a donde llegó en el año 651 a. C. con los restos del ejército imperial que aun le eran leales y con Farrokhzad, el comandante en jefe del ejército imperial, quien a los pocos días se amotino y abandono a Yazdgerd; tras lo cual se refugio en Tabaristán donde los locales lo escogerían como su rey, papel que fungiría hasta su muerte.
Yazdgerd había perdido todo el territorio de su imperio y sus ejércitos pero aun se sentía el legítimo soberano de toda Persia y en cuanto llegó empezó a exigir que Mahue le pagara tributo y le proporcionara más hombres, lo que motivó a Mahue a planear un golpe de Estado contra Yazdgerd, lo cual llevó a cabo con Nizak Tarkan, el rey de la tribu heftalita que estaba ubicada al norte del imperio sasánida.
Pero Yazdgerd escuchó del plan y huyó del palacio de Mahue, refugiándose en un molino local. Mientras tanto, Mahue y Nizak derrotaron a los pocos contingentes de tropas aun leales a Yazdgerd. Cuando se le sirvió la cena, Yazdgerd pidió al molinero un barsom, un implemento utilizado en la religión zoroastriana para bendecir los alimentos y dar gracias por ellos en un ritual que era propio de la realeza sasánida; esto delató su identidad al molinero que lo reconoció como el emperador fugitivo.
Esa misma noche Yazdgerd fue asesinado por el molinero quien robaría las pertenencias de Yazdgerd, que incluían piedras y metales preciosos; y aunque el robo parecía a primera vista haber sido el móvil del crimen, el molinero parece haber sido enviado por Mahue Suri (o al menos haber sido motivado por la recompensa que ofreció Mahue por el asesinato de Yazdgerd), lo que significa que el motivo del molinero fue simplemente que Mahue lo quería muerto.
Otros rumores, menos aceptados en la actualidad, aseguran que Yazdgerd murió al ser atacado por un destacamento de caballería musulmana mientras trataba de cruzar el río Oxus o que el molinero que lo asesino tan solo quería sus joyas pero no sabía que se trataba del Shah de Persia.
Por otra parte, los relatos árabes mencionan que Yazdgerd si murió a manos del molinero pero agregan que Yazdegerd murió de manera deshonrosa, rogando por su vida; aunque al menos un cronista árabe menciona que fue asesinado mientras dormía; de cualquier forma, todas las crónicas están de acuerdo en que el cadáver de Yazdgerd fue después arrojado a un río por el molinero que lo asesino. Adicionalmente, unos cuantos relatos aseguran que monjes cristianos (los cristianos habían sido beneficiados durante el reino de Yazdgerd quien era muy popular entre ellos) encontraron el cadáver de Yazgerd en el río, lo rescataron y le dieron un funeral digno a su rango; una versión que es considerada como un mito.

## Muerte
Al final, las conquistas musulmanas llegaron hasta Merv y Mahue se vio obligado a aceptar la soberanía musulmana y pagarles un tributo de 1,000,000 de dirhams y 100,000 ǰarībs de trigo y cebada (cada ǰarīb siendo equivalente a un tercio de acre) así como la obligación de albergar a soldados musulmanes en hogares locales.
Sin embargo, Mahue rápidamente se volvió un gobernador incómodo para los musulmanes ya que era increíblemente impopular entre sus súbditos porque él era el encargado de recolectar los tributos impuestos a la población no musulmana) se levantaron en armas contra él. Califa Alí recibiría eventualmente una queja proveniente de los dehqans (o terratenientes) locales quienes le aseguraron que Mahue no había estado pagando el tributo que le correspondía tras lo cual Alí ordenó a Mahue viajar a Kufa en Irak, pero los habitantes de Jorasán se levantaron en armas y lograron deponer brevemente a Mahue y al régimen musulmán, una rebelión que con el tiempo sería aplastada por los musulmanes pero que tomaría años y terminaría solo hasta después de la muerte de Alí.
Tras esto, los musulmanes decidieron deshacerse de Mahue que fue torturado y ejecutado de una manera particularmente brutal, aparentemente por su complicidad en el asesinato de Yazdgerd que era un miembro de la realeza (asesinar a un miembro de la realeza era considerado en ese entonces un crimen particularmente vil): los musulmanes le cortaron los brazos, piernas, orejas y nariz a Mahue y lo abandonaron bajo el sol de verano hasta que murió; tras esto mataron a sus tres hijos y el cadáver de Mahue fue quemado en una hoguera junto a los cadáveres de sus hijos.

## Obras citadas
- Pourshariati, Parvaneh (2017) [2008]. Decline and Fall of the Sasanian Empire: The Sasanian-Parthian Confederacy and the Arab Conquest of Iran [Declive y caída del imperio sasánida: La confederación sasánida-parta y la conquista árabe de Irán] (en inglés). Diseño por Hans Schoutens (6ta edición). I.B. Tauris/Iran Heritage Foundation. ISBN 9781784537470. LCCN 2008298290. OCLC 1013541012. doi:10.5040/9780755695270 – vía Google Books.
- Kia, Mehrdad (2016). The Persian Empire: A Historical Encyclopedia [El imperio persa: Una enciclopedia histórica]. Empires of the World (en inglés) 1. Santa Bárbara, Estados Unidos: ABC-CLIO. ISBN 9781440845697. LCCN 2015039283. OCLC 980299010 – vía Google Books.